# Iris orientalis
Iris orientalis es una especie de mantis de la familia Tarachodidae.

## Distribución geográfica
Se encuentra en Afganistán, India, Java, Nepal y   Pakistán.